# クントゥヴディ
クントゥヴディ（ロシア語: Кунтувдей、12世紀後半）はトルク族の軍司令官である。
1183年、ノヴゴロド・セヴェルスキー公イーゴリによるポロヴェツ族への遠征に、チョールヌィ・クロブキ隊を率いて参加した。1185年には、ホロール川の戦い(ru)で敗走したポロヴェツ族のコンチャークを追撃するが、捕縛は成せなかった。
1190年、讒言により、スヴャトスラフに捕縛された。リューリクの仲裁により解放されたが、クントゥヴディはポロヴェツ族のトグリイの元へ奔った。その後、ポロヴェツ族と共にスヴャトスラフへの報復攻撃を行ったが、リューリクの子ロスチスラフに撃退された。また、同年冬にはトヴァロフ(ru)でスヴャトスラフの子グレプに敗れ、逃走した。